# もっと超越した所へ。
『もっと超越した所へ。』（もっとちょうえつしたところへ）は、根本宗子による舞台作品。2015年5月に劇団・月刊「根本宗子」により、下北沢ザ・スズナリで上演された。クズ男を引き寄せる4人の女性たちが織りなす恋愛模様を描く。
舞台作品を原作とした映画版が2022年10月14日に公開され、映画脚本に大幅加筆した小説版が同年9月8日に発売された。

## キャスト（舞台）
- 根本宗子、梨木智香、大竹沙絵子、あやか、川本成（時速246億）、小沢道成（虚構の劇団）、猪股和磨、土屋シオン

## スタッフ（舞台）
- 脚本･演出 - 根本宗子
- 舞台監督 - 田中翼、伊藤新
- 舞台美術 - 泉真
- 舞台装飾 - 増田ぴろよ
- 音響 - 中田摩利子（OFFICE my on）
- 照明 - 正村さなみ（ＲＩＳＥ）
- 照明オペレーター - 中佐真梨香（空間企画）
- 衣裳 - 山﨑忍(TEAM･H Co.,Ltd)
- 衣裳助手 - 北廣真衣
- 演出助手 - 伊藤香菜、田原愛美
- 映像操作 - 小西耕一
- 稽古場代役 - 石澤希代子
- 宣伝美術 - 増田ぴろよ(デザイン)、永峰拓也(写真)
- 制作補佐 - 戸部悠海
- 制作 - 会沢ナオト
- 企画・製作 - 月刊「根本宗子」
- 協力 - カズモ、サードステージ、萩本企画、欽劇事務局、ワタナベエンターテインメント

## 映画
2022年10月14日に公開された。監督は山岸聖太、脚本は根本宗子、主演は前田敦子。PG12指定。

### キャスト（映画）
岡崎真知子
演 - 前田敦子
主人公。「ダメ恋愛体質」のデザイナー。怜人と付き合っている。
朝井怜人
演 - 菊池風磨
真知子の彼氏。バンドマン志望で、ライブ配信の投げ銭で生計を立てている、実質的なヒモ男。
安西美和
演 - 伊藤万理華
金髪ギャル。彼氏に染まっている。
万城目泰造
演 - オカモトレイジ
美和の彼氏。ハイテンションなフリーター。
北川七瀬
演 - 黒川芽以
風俗嬢。子どもがいる。
飯島慎太郎
演 - 三浦貴大
プライドが高い元子役。七瀬の店に通う。
櫻井鈴
演 - 趣里
元子役のバラエティタレント。
星川富
演 - 千葉雄大
「あざとかわいい男子」。鈴と同棲生活を送る。

### スタッフ（映画）
- 監督 - 山岸聖太
- 原作 - 月刊「根本宗子」第10号『もっと超越した所へ。』
- 脚本 - 根本宗子
- 音楽 - 王舟
- 主題歌 - aiko「果てしない二人」（ポニーキャニオン）
- 製作 - 中西一雄、小西啓介、石井毅、久保田修
- エグゼクティブプロデューサー - 後藤哲
- スーパーバイジングプロデューサー - 久保田修
- プロデューサー - 近藤多聞、遠藤里紗
- 撮影 - ナカムラユーキ
- 美術 - 倉本愛子
- 装飾 - 龍田哲児
- 照明 - 田中心樹
- 録音 - 伊豆田廉明
- 編集 - 李英美
- スタイリスト - 纐纈春樹
- ヘアメイク - 菊地弥生
- VFXスーパーバイザー - 島崎淳
- リレコーディングミキサー - 野村みき
- サウンドエディター - 大保達哉
- スクリプター - 大西暁子
- 助監督 - 水波圭太
- 制作担当 - 土屋淳志
- 助成 - 文化庁文化芸術振興費補助金（映画創造活動支援事業）独立行政法人日本芸術文化振興会
- 配給 - ハピネットファントム・スタジオ
- 制作プロダクション - C&Iエンタテインメント
- 製作幹事 - カルチュア・エンタテインメント
- 製作 - 「もっと超越した所へ。」製作委員会

## ノベライズ
- 「もっと超越した所へ。」根本宗子（2022年9月8日、徳間書店）ISBN 978-4198947781[6]